# Església de Sant Gregori (Arutx)
L'església de Sant Gregori (en armeni: Սուրբ Գրիգոր եկեղեցի) o Arutxavank es troba en un altiplà rocós al peu occidental de la muntanya Aragats, al poble d'Arutx de la província d'Aragatsotn d'Armènia. Segons les inscripcions de la paret de l'est i els manuscrits dels historiadors Ghevond, Hovhannes Draskhanakerttsi i Stepanos Asoghik, l'església i l'edifici contigu aixecat per a residència (el palau) els encarregà el príncep Gregori I Mamiconi i la seua esposa Heghine (o Heline) entre el 661 i el 682. Arquitectònicament és una de les esglésies armènies més importants de l'edat mitjana, i una de les més grans.

## Història

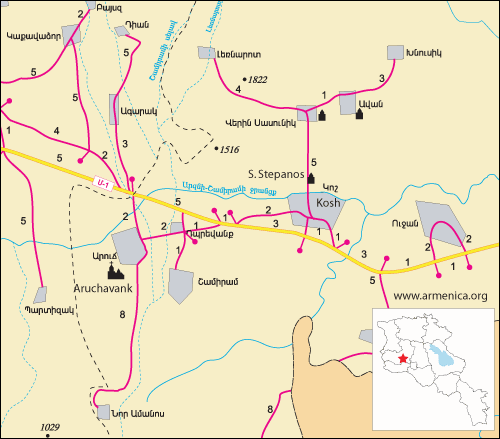
Mapa d'Arutxavank i la regió circumdant

Arutx esdevingué una ciutadella a la fi de l'edat mitjana. Les ruïnes del palau, les van excavar al 1947 i entre el 1950 i el 1952. Les restes de dues estructures del conjunt del palau del príncep Gregori Mamiconi es van trobar al costat sud de l'església de Sant Gregori. Hi ha una certa controvèrsia sobre la data exacta de la finalització d'aquesta església, a causa de la referència de la inscripció al regnat de l'emperador romà d'Orient Constantí III Heracli (641). Segons Marr, Haroutyunyan i Manutcheryan, es creu que es confon amb l'emperador Constant II (641-668).
L'església es va restaurar entre el 1946 i el 1948, tret del tambor i la cúpula. L'església havia estat molt danyada pels terratrèmols i potser també pel seu ús com a fortalesa en els segles xvi i xvii (Oramanian, 1948).

## Arquitectura
L'església de Sant Gregori és una sala amb voltes, amb una estructura de tipus de basílica, d'una sola nau. El tambor i la cúpula se n'havien esfondrat abans de la restauració.

## Galeria

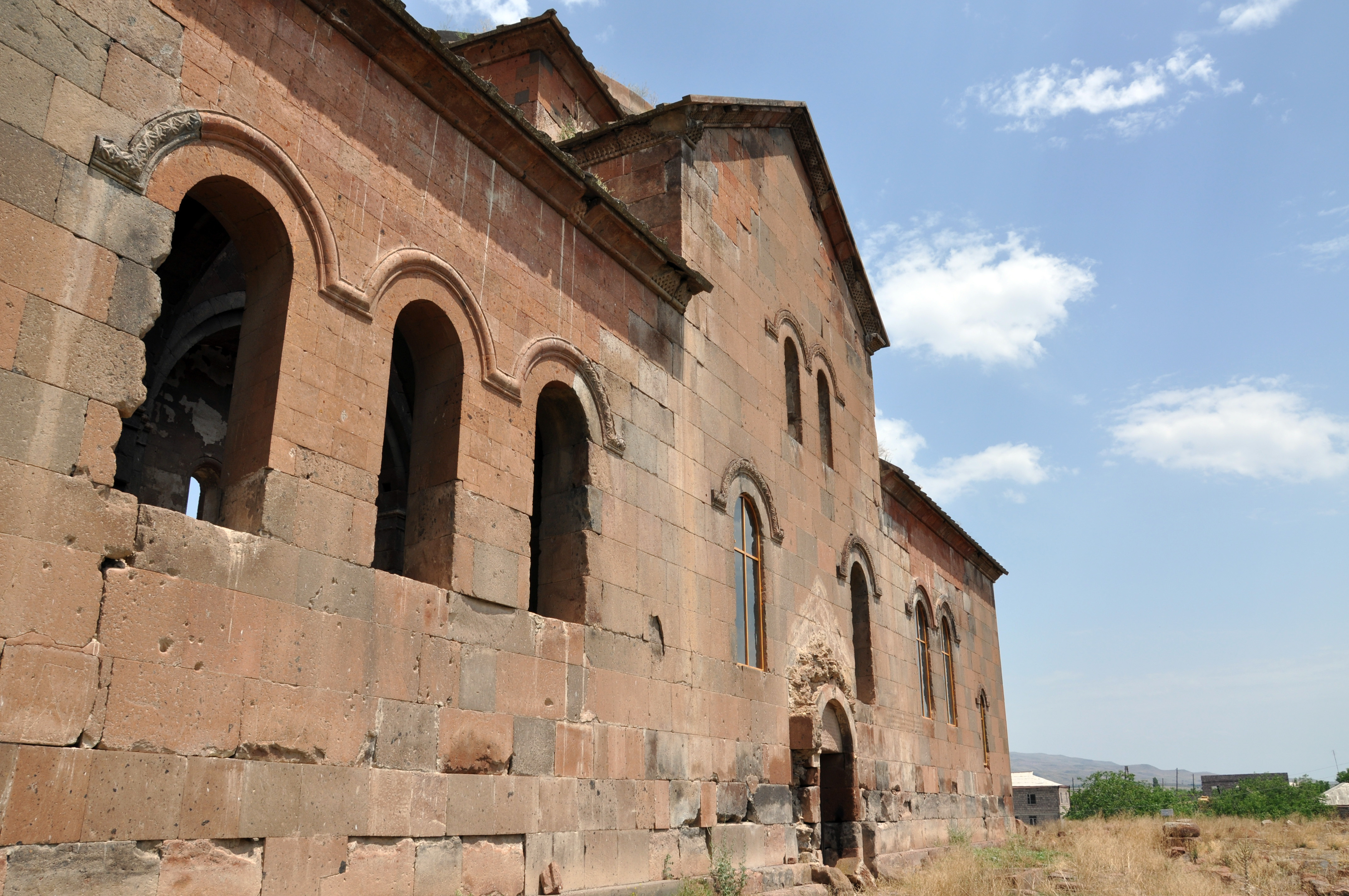
Façana sud de la catedral
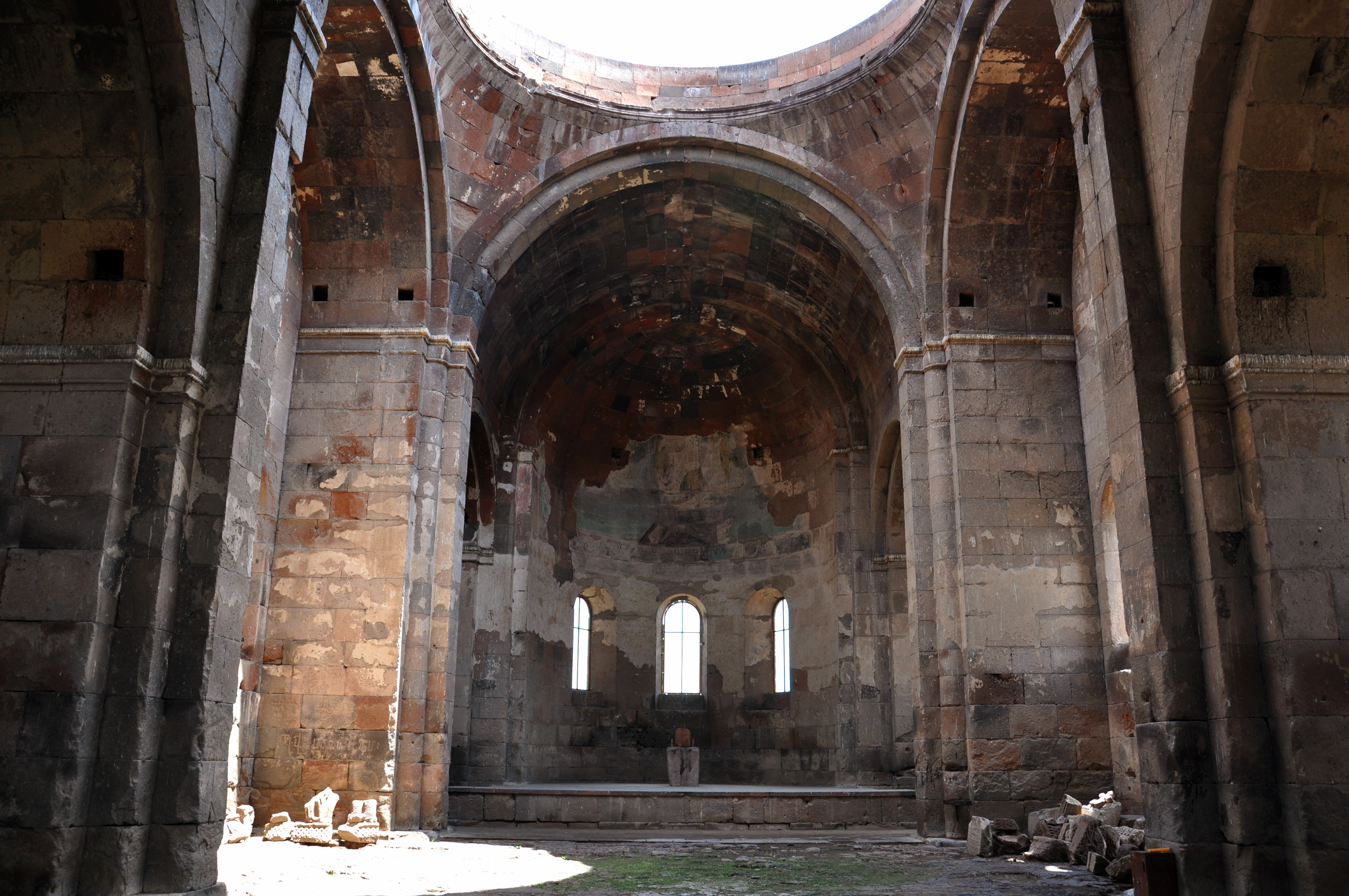
Absis de l'església de Sant Gregori
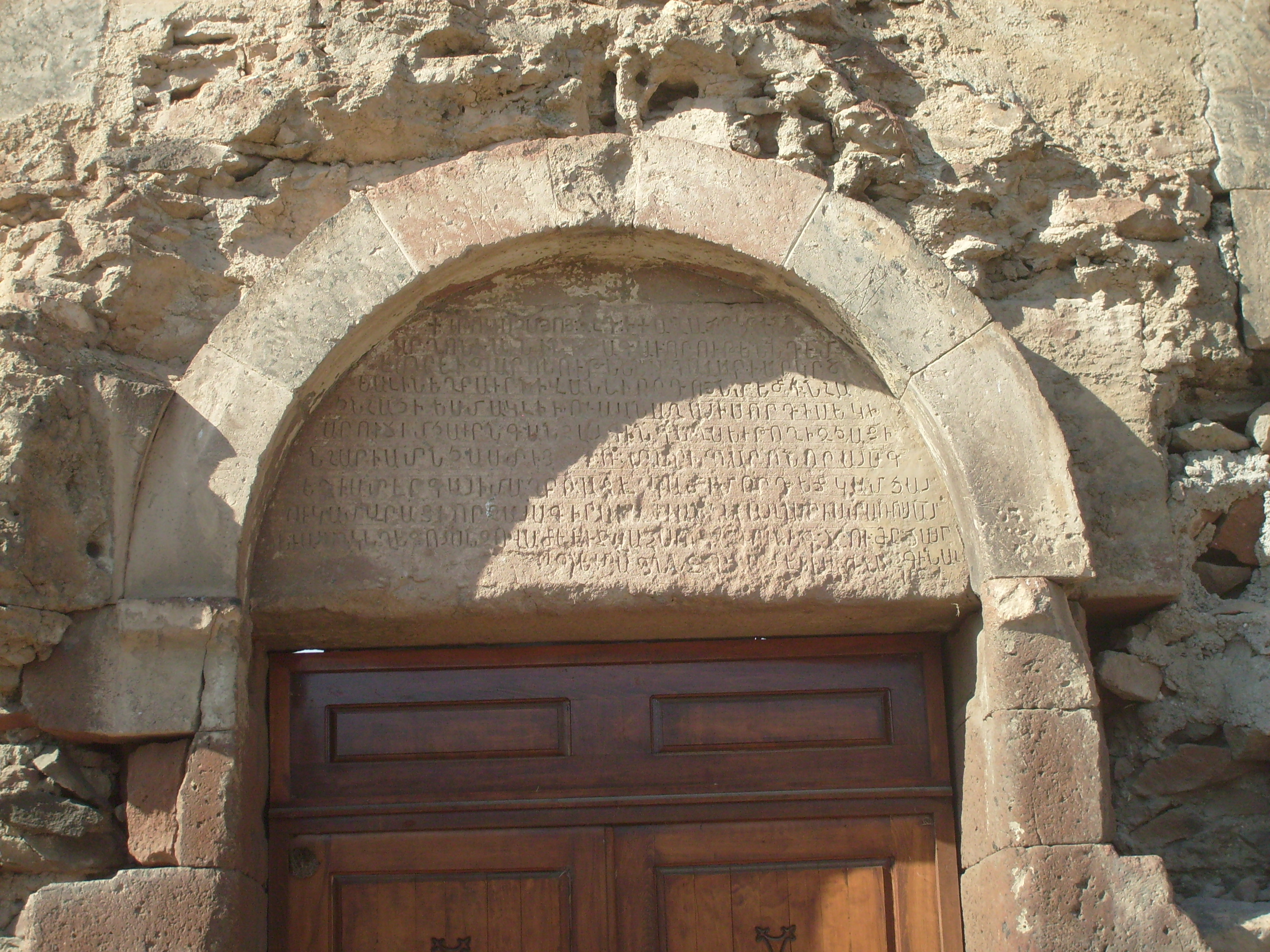
Inscripció en el timpàsobre el portal principal
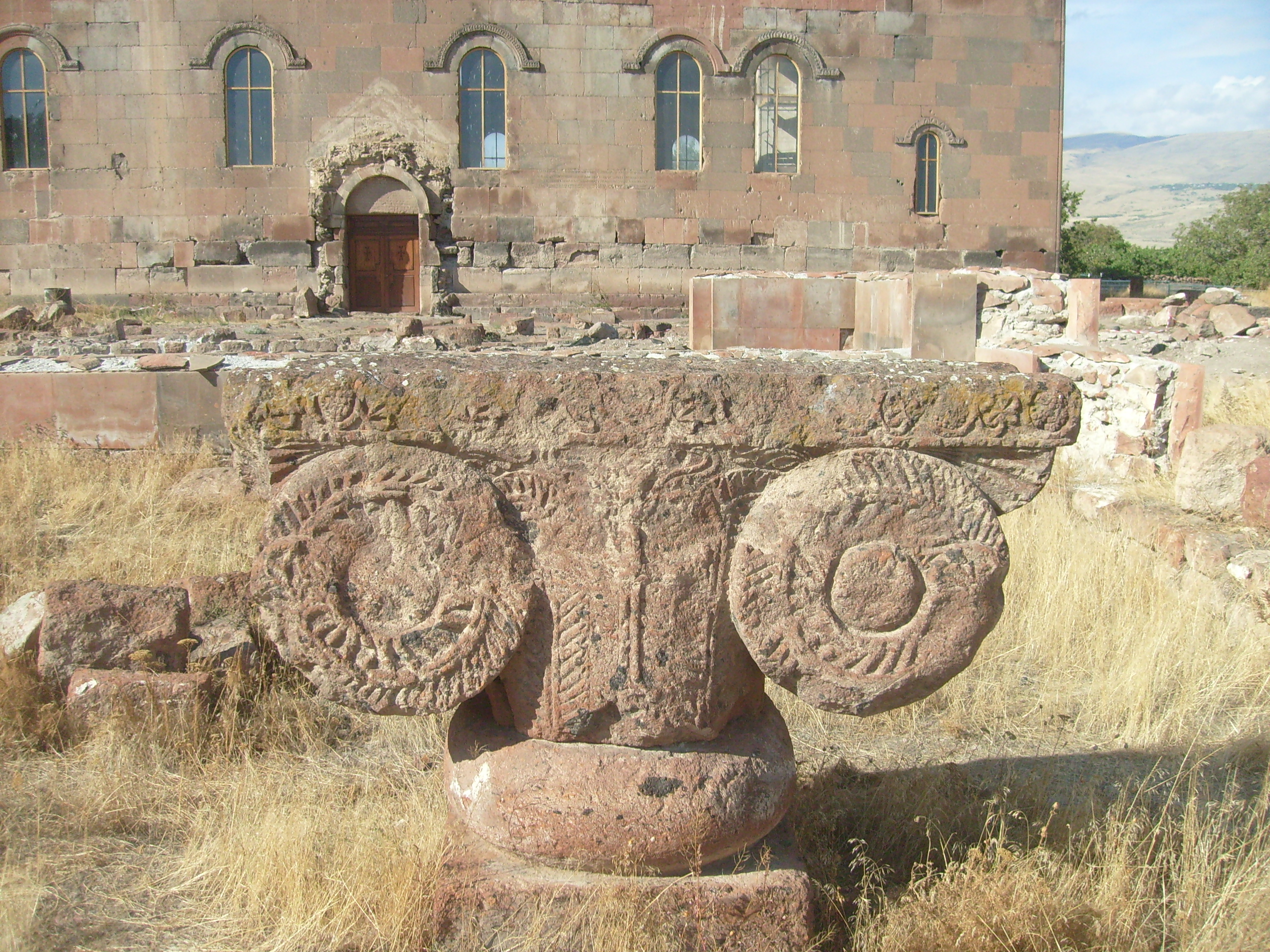
Un dels dos capitells als afores de les ruïnes de l'església